# Chansons de Pierre Mac Orlan
Pour un article plus général, voir Pierre Mac Orlan.
« Avec  quelques chansons, tout homme peut raconter sa vie. Pour moi, écrire des chansons c'est écrire mes mémoires. »
Pierre Mac Orlan a écrit une soixantaine de chansons, pour la plupart réunies dans deux recueils : les Chansons pour accordéon (1953) et les Mémoires en chansons (1965).
Jean-Pierre Chabrol écrivit à propos du rapport qu'entretenait Mac Orlan avec la chanson que celle-ci « n'est pas son violon d'Ingres, c'est l'une des voix naturelles de sa vie créatrice. »
Il écrivit en outre de nombreuses autres chansons durant sa jeunesse, pour survivre, qu'il vendait sous forme de feuillets, de façon réellement alimentaire. Aucune d'entre elles ne survécut à l'épreuve du temps, ce qui lui fit dire « comme quoi, les gens ont bon goût ! ».

## La chanson pour Mac Orlan
Mac Orlan a toute sa vie durant été un passionné de chansons : déjà en 1898-1899 il envoyait ses premiers poèmes, écrits en cachette au lycée d'Orléans, au fameux chansonnier Aristide Bruant. Une dizaine d'années plus tard, alors qu'il vit à Paris dans des conditions très précaires, il tente de gagner un peu d'argent par tous les moyens et notamment en écrivant des chansons qu'il revend à des artistes de médiocre envergure, ou à des paroliers qui peuvent s'en attribuer la paternité. C'est ainsi que Maurice Chevalier, alors chanteur débutant, aurait peut-être interprété une chanson écrite par le jeune Mac Orlan et revendue à un parolier nommé Saint-Gilles. En 1911, une autre chanson, Les Coffrets, est mise en musique par Frédéric Gérard, le patron du Lapin Agile, apparemment sans succès. Devenant écrivain à part entière, Mac Orlan préfère alors réserver à son œuvre romanesque ou lyrique ses velléités de chansons, s’inscrivant toutefois à la SACEM en 1936.

## L'œuvre en chansons
C'est seulement à partir de 1947, alors qu'il n'écrit plus de romans et pour répondre à l'invitation de Nino Franck, que Mac Orlan commence une nouvelle activité de chroniqueur de radio et de parolier. La chanson devient alors « un succédané de [ses] livres, (…) une sorte de conclusion » à sa carrière littéraire. La mise en onde de son œuvre romanesque le conduit à chercher des illustrations sonores adaptées à son cas : des chansons sur mesure, qu'il ne trouve pas dans le répertoire populaire et qu'il écrit donc « un peu par nécessité. »
Accordéoniste amateur, Mac Orlan tient cependant à faire, « [non] pas des poèmes mis en musique, mais des chansons écrites, autant que possible, en respectant les règles du jeu. » Une première série de Chansons pour accordéon paraît en 1953, mise en musique par un professionnel de l'instrument, V. Marceau (dont six Chansons de soldats gravées dès 1950 par le parolier et le compositeur, interprétées par l'actrice Laure Diana).
En 1951, il rencontre Germaine Montero qui crée la plupart des chansons de cette première période et qui demeure son interprète d'élection.
« Elle fut la première à donner sa confiance aux paroles de mes chansons. Ce n'était pas une confiance de tout repos. Mais l'art de la grande comédienne, réuni à une parfaite compréhension de la poésie populaire, presque toujours secrète, lui permit de gagner le jeu souvent difficile des mots. »
Illustrant cette réussite, La Chanson de Margaret ou La Fille de Londres sont parmi les plus exemplaires et les plus chantées de ces créations. Le nouvel « écrivain de chanson » devient même une autorité dans ce domaine : tout au long des années 1950 Mac Orlan se pose en historien de la chanson populaire à travers ses séries radiophoniques, articles documentaires et autres textes de présentation de disques, s'intéressant également aux chanteurs contemporains qui lui semblent « continuer la grande tradition orale de l'Académie des rues et des routes », comme Félix Leclerc ou Georges Brassens.
Revenu vivre à Montmartre entre 1957 et 1961, l'écrivain y rencontre Henri Landier qui lui présente Monique Morelli et son compagnon l'accordéoniste Lino Léonardi, ce dernier prenant la relève de Marceau pour de nouvelles compositions. Morelli est pour sa part une chanteuse populaire authentique qui devient, au cours des années 1960 et après Montero, la deuxième interprète en importance des chansons de Mac Orlan, pour lesquelles elle crée un climat sentimental inspiré par la tradition réaliste.

Le succès conduit Mac Orlan à écrire de nouveaux textes ou remanier d'anciens poèmes qui sont mis en musique cette fois par des compositeurs plus spécialisés dans la chanson comme Philippe-Gérard, Georges van Parys ou Christiane Verger. Léo Ferré se prête également à l'exercice en 1960 pour l'unique Fille des bois, créée par Catherine Sauvage l'année suivante. Des chansons composées pendant cette deuxième période, comme Tendres Promesses, Comptine, Matines ou La Terre promise, comptent parfois jusqu'à trois interprètes différentes, toujours féminines : Francesca Solleville, Béatrice Arnac et surtout Juliette Gréco, dont l'album Gréco chante Mac Orlan obtient le Grand Prix du disque de l'Académie Charles-Cros le 12 mars 1964. Finalement assuré que cette suite de chansons constitue bien ses souvenirs, ses mémoires, Mac Orlan la fait paraître sous ce titre en 1965.
« Je me retrouve donc dans toutes mes chansons, tantôt en acteur, tantôt en spectateur. (…) Pour un vieil homme, c'est une situation insolite mais non sans charme, que de se retrouver en présence de ses anciennes apparences, des apparences chargées de détails dont la somme, péniblement acquise, devient la substance même de ce que l'on appelle un écrivain. »

## Liste des chansons de Mac Orlan

### Chansons pour accordéon
- Bel-Abbès (musique de V. Marceau)
- Chanson de la route de Bapaume (musique de V. Marceau)
- Chanson rhénane (musique de V. Marceau)
- Fanny de Laninon (musique de V. Marceau)
- La Belle de Mai (musique de V. Marceau)
- La Bonne Aventure (musique de Lino Léonardi, éditée postérieurement au recueil)
- La Chanson de la ville morte (musique de Lino Léonardi, éditée postérieurement au recueil)
- La Chanson de Margaret (musique de V. Marceau)
- La Chanson du grenadier irlandais (première version de La Route de Simla, sans musique composée à la parution du recueil)
- La Fille de Londres (musique de V. Marceau)
- Le Pont du Nord (musique de Philippe-Gérard, éditée postérieurement au recueil)
- Marie-Dominique (musique de V. Marceau)
- Nelly (musique de V. Marceau)
- Rose des bois (musique de V. Marceau)
- Rue de Chiaia (musique de V. Marceau)
- Rue Saint-Jacques (musique de V. Marceau)

### Mémoires en chansons
- À Sainte-Savine (musique de Henri-Jacques Dupuy)
- Au Tapis-Franc (musique de V. Marceau)
- Ça n'a pas d'importance (musique de V. Marceau)
- Chanson perdue (musique de Philippe-Gérard)
- Complainte de Pillawer (musique de Willy Grouvel)
- Comptine (musique de Philippe-Gérard)
- Écrit sur les murs (musique de Philippe-Gérard)
- En disant : chiche (musique de V. Marceau)
- Il aurait pu... (musique de Georges van Parys)
- J'ai dans la Caroline... (musique de Philippe-Gérard)
- Jean de la Providence de Dieu (musique de Philippe-Gérard)
- Je peux vous raconter... (musique de Philippe-Gérard)
- La Chanson du perroquet (sans musique composée à la parution du recueil)
- La Fille des bois (musique de Léo Ferré)
- La Fleur aux dents (musique de V. Marceau)
- La Route de Simla (musique de Georges van Parys)
- La Rue qui pavoise (musique de Lino Léonardi)
- L'Entrée du port (musique de Georges van Parys)
- Le Bout du quai (musique de V. Marceau)
- Le Clochard (musique d'André Astier)
- Le Départ des joyeux (musique de Philippe-Gérard)
- Le Tour du monde (musique de Philippe-Gérard)
- Les Compagnons du Tour de France (musique de Lino Léonardi, éditée postérieurement au recueil)
- Les Gentlemen de la nuit (musique de Georges van Parys)
- Les Progrès d'une garce (musique de V. Marceau)
- Les Saintes-Maries-de-la-Mer (musique de Christiane Verger)
- Matines (musique de Philippe-Gérard)
- Merci bien (musique de Lino Léonardi, éditée postérieurement au recueil)
- Souris et Souricières (musique de Philippe-Gérard)
- Tendres Promesses (musique de Philippe-Gérard)
- Terre promise (musique de Philippe-Gérard)
- Tortuga (musique de Georges van Parys)

### Chansons inédites
Publiées en 1969 au Cercle du Bibliophile dans le volume réunissant les Poésies documentaires complètes, Chansons pour accordéon et Mémoires en chansons.
- La Chanson de la relève montante (1924)
- Vedette

### Autres chansons
Il s'agit de chansons enregistrées sur disque et qui ne figurent pas dans les deux recueils préparés par Mac Orlan.
- À la Courtille (création et musique de Patrick Denain, 1982)
- À Morne-à-l'Eau (création et musique de Moune de Rivel, 1969)
- Ballade de la protection (extraite de Poésies documentaires complètes : création de Monique Morelli, musique de Lino Léonardi, 1968)
- La Chanson de Bagatelle (version remaniée du poème original Souvenirs de Grenelle extrait de Poésies documentaires complètes : création de Germaine Montero, musique de Christiane Verger, 1954)
- La Route d'Aigues-Mortes (extraite de Poésies documentaires complètes : création de Monique Morelli, musique de Lino Léonardi, 1968)
- L'Auberge du Brûlot Fournier (extraite de Poésies documentaires complètes : création et musique de Patrick Denain, 1981)
- Les Filles de la Bièvre (création et musique de Patrick Denain, 1982)
- Les Rues barrées (poème original Les Six éléments extrait de Poésies documentaires complètes : création de Monique Morelli, musique de Lino Léonardi, 1968)
- Marguerite Luc (création de Monique Morelli, musique de Lino Léonardi, 1989)

## Interprètes et discographie

### Interprètes
Les principaux interprètes des chansons de Pierre Mac Orlan sont Germaine Montero, Monique Morelli, Juliette Gréco, Laure Diana et Patrick Denain qui ont tous enregistré au moins un album entièrement consacré aux chansons de l'écrivain. Beaucoup d'autres ont interprété des chansons de Pierre Mac Orlan, notamment Catherine Sauvage, Francesca Solleville, Béatrice Arnac, Barbara, Yves Montand, Simone Bartel, Moune de Rivel ou encore Marie Dubas, Les Frères Jacques, Mistigri, Françoise Kucheida.

### Discographie sélective
- Laure Diana, Six Chansons de soldat de Pierre Mac Orlan, sur des musiques de V. Marceau : Bel-Abbès, La Belle de mai, Marie-Dominique, Fanny de Lanninon, Nelly, Rose des bois (à l'accordéon V. Marceau et André Astier, présentation de Pierre Mac Orlan et Francis Carco) 3 disques 78 tours Pathé, PD 111, PD 112, PD 113, 1950.
  - Première édition sur disque compact in Pierre Mac Orlan : hommage, EPM, 986702, février 2009.
- Germaine Montero, La Fille de Londres et Chanson de Margaret, disque 78 tours Le Chant du Monde, PM 1607, 1952.
  - Première édition sur disque compact in Germaine Montero, Le Chant du Monde, LDX 274 959/60, 1993.
- Germaine Montero, Le Pont du Nord et La Chanson de Bagatelle, disque 45 tours Pathé, PG 812, 1954.
  - Édition sur disque compact in Chansons à mon plaisir, EPM, 985262, 2005.
- Germaine Montero, 3 disques 45 tours longue durée : Germaine Montero chante Pierre Mac Orlan, Pathé, EG 142, 1955; Chante Pierre Mac Orlan N° 2, Pathé, EG 240, 1956; Chante Pierre Mac Orlan / Georges van Parys (N° 3), Pathé, EG 409, 1958.
  - Édition électronique au format MP3, BnF Collection/Believe Digital, août 2014.
- Monique Morelli, Souvenirs de casernes, disque 45 tours longue durée Ducretet-Thomson, 450 V 109, 1958.
  - Première édition sur disque compact in Fleur de berge, EMI, 855 109 2, 1997.
- Germaine Montero, Chansons nouvelles de Pierre Mac Orlan, disque 45 tours longue durée Véga, V 45 P 2129, 1961.
  - Édition électronique au format MP3, BnF Collection/Believe Digital, août 2014.
- Francesca Solleville, Francesca Solleville chante Mac Orlan, disque 45 tours longue durée BAM, EX 275, 1961.
  - Première édition sur disque compact, volume 1 (Les Belles Années cabaret !) de l'anthologie Venge la vie 1959-1983 (box 5 CD), EPM/Universal, 3018112, janvier 2010.
- Monique Morelli, Chansons de Mac Orlan par Monique Morelli, Le Chant du Monde, LDM 4242, 1962 (réédition Mac Orlan / Morelli, Le Chant du Monde, LDX 74 398, 1968).
  - Première édition sur disque compact Monique Morelli chante Mac Orlan, EPM, FDC 1088, 1989 (augmentée de 7 chansons enregistrées à cette occasion).
- Juliette Gréco, Gréco chante Mac Orlan, 33 tours 30 cm Philips, B 77933 L, 1964.
  - Première édition sur CD, volume 4 (1963-1964) de l'anthologie Je suis comme je suis 1951-1977 (box 6 CD) publiée par Philips, 848 063-2, 1990.
  - Deuxième édition sur CD, réplique du 33 tours original Gréco chante Mac Orlan, Mercury-Universal, 548 388-2, 2001.
  - Troisième édition CD, volumes 5 (980 043-6) et 6 (980 043-7) de l'intégrale L'Éternel Féminin (coffret 21 CD) publiée par Mercury-Universal, 980 042-6, 2003.
- Germaine Montero, Germaine Montero chante les grandes chansons de Pierre Mac Orlan (deux volumes, nouveaux enregistrements), Pathé Marconi, ATX 144 et 145, 1965. Florilège Germaine Montero chante Mac Orlan, Disques Trianon, 2C 046 15432, 1970.
  - Première édition sur disque compact dans la collection Pathé publiée par EMI, 855 886 2, 1997.
- Monique Morelli, Pierre Mac Orlan chanté par Monique Morelli, Arion, 30 D058, 1968. (Cet album a également été réédité sous le titre Chansons du Quai des Brumes.)
  - Première édition sur disque compact Jacques Canetti, 106702, 1990.
- Patrick Denain, Pierre Mac Orlan : chansons pour l'aventure immobile, Arion, ARN 33687, 1982.
- Pierre Mac Orlan : hommage, anthologie réalisée par Bernard Ascal à l'occasion de l'exposition « Chansons - Dans le sillon de Pierre Mac Orlan » au Musée départemental de la Seine-et-Marne du 23 novembre 2008 au 31 août 2009, EPM, 986702, février 2009.
  - Deuxième édition spéciale du Musée départemental de la Seine-et-Marne (box 3 CD + 1 DVD), EPM, 986838, novembre 2013. (Cette nouvelle édition développe la première anthologie sur un deuxième CD et propose également un montage des Paroles d’un écrivain de chansons constitué d’extraits des entretiens réalisés par Max Croce à Saint-Cyr-sur-Morin en juillet 1964. L'hommage est complété sur un DVD par une présentation filmée de la maison de l'écrivain : Une maison macorlanesque, réalisation de Djamila Merabet.)
- Bernard Ascal, Pâtisseries mécaniques : 19 chansons inattendues de Pierre Mac Orlan, EPM, 986953, avril 2017[31]. (Les textes mis en musique ici ne sont pas des chansons mais des poèmes extraits des Poésies documentaires complètes.)

### Éditions des recueils de chansons
- Chansons pour accordéon : musiques de V. Marceau
  - Paris, Librairie Gallimard, collection « Blanche », 1953.
  - Paris, éditions Clancier-Guénaud, 1988.  (ISBN 2-86215-133-5)
  - Paris, éditions de la Table Ronde, collection « la petite vermillon », 2002.  (ISBN 2-7103-2530-6)
- Mémoires en chansons, Paris, Gallimard, collection « Blanche », 1965.
- Chansons de la vieille lanterne, choix de chansons illustrées de 44 bois gravés par Henri Landier, Paris, chez l'artiste, 1967.
- Œuvres complètes : Poésies documentaires complètes, suivi de Chansons pour accordéon, de Mémoires en chansons et de deux chansons inédites, Genève, Cercle du Bibliophile, 1969 (édition établie par Gilbert Sigaux).

### Études et critique
- Les cahiers Pierre Mac Orlan, no 11 : La Chanson (recueil de textes variés de Pierre Mac Orlan sur la chanson), Prima Linea, 1996.
- Bernard Baritaud, Pierre Mac Orlan. Sa vie, son temps, Droz, Genève, 1992 (notamment le chapitre XIV)
- Jean-Claude Lamy, Mac Orlan. L'aventurier immobile, Albin Michel, Paris, 2002 (principalement les chapitres 33 et 34)